# James Murphy (produtor)
James Jeremiah Murphy é um produtor musical estadunidense, mais conhecido por fundar o projeto musical LCD Soundsystem. É também co-fundador da gravadora de dancepunk DFA Records.